# Frans Kerremans
Frans Kerremans (né le 20 octobre 1947 à Termonde) est un coureur cycliste belge, professionnel de 1969 à 1975.

## Palmarès sur route

### Palmarès amateur
- 1968
  - 2e étape du Tour de la province de Namur
  - 2e de la Coupe Marcel Indekeu
- 1969
  - Classement général du Tour de la province de Namur
  - 3e du championnat de Belgique sur route amateurs

### Palmarès professionnel
- 1970
  - 2e du Grand Prix du canton d'Argovie
- 1971
  - 2e du Tour des Flandres
- 1972
  - Circuit de Flandre centrale
  - 2e du Circuit Escaut-Durme
- 1973
  - 3e du Prix de Saint-Amands

## Palmarès sur piste
- 1969
  -  Champion de Belgique de poursuite par équipes amateurs (avec Danny Roskam, Hubert Verbeeck et Marcel Van Drom)